# Zaur Uguev
Zaur Rizvanovich Uguev (russo:  Заур Ризванович Угуев; IPA: [zɐˈur ʊˈɡu(ɪ̯)ɪf]; Khasavyurt, 27 de março de 1995) é um lutador de estilo-livre russo, campeão olímpico.

## Carreira
Uguev esteve nos Jogos Olímpicos de Verão de 2020 em Tóquio, onde participou do confronto de peso pena, conquistando a medalha de ouro como representante do Comitê Olímpico Russo após derrotar na final o indiano Ravi Kumar Dahiya.